# نیدراولا
نیدراولا (به آلمانی: Niederaula) یک شهر در آلمان است که در هرسفلد-رتنبورگ واقع شده‌است. نیدراولا ۵٬۵۴۵ نفر جمعیت دارد.